# FN's 76. generalforsamling
FN's 76. generalforsamling er den seneste udgave af FN's generalforsamling, som åbnede 14. september 2021. Præsidenten for FN's generalforsamling er fra Asien- og stillehavsgruppen. Generalforsamlingen samles i New York i USA.

## Prioriteringer og fokuspunkter
Ved samlingen 20. - 24. september præsenterer Charles Michel EU's fokuspunkter, som er bedre genopbygning, en tryggere verden, kapløbet mod klimaændringer og en global digital dagsorden. Mette Frederiksen repræsenterer Danmark ved generalforsamlingen og har fokus på klima, COVID-19 samt Afghanistan. Afghanistan ventes at være omdrejningspunkt på grund af den problematiske udtrækning af militære styrker fra landet, hvilket også sætter USA's præsident Biden under pres ved generalforsamlingen.

## Generalforsamlingens organisation

### Præsident
Den 7. juni 2021 blev den maldiviske politiker og diplomat og nuværende udenrigsminister Abdulla Shahid valgt til Præsident for Generalforsamlingen.
Shahids vision for den 76. udgave af generalforsamlingen indeholder en prioritering af et mere effektivt FN, som kan inspirere til enhed og solidaritet og frem for alt håb. Han håber særligt på en god bedring fra COVID-19, at kunne genopbygge bæredygtigt med hensyntagen til planeten, at kunne respektere alle menneskers rettigheder og styrke FN. Han lovede også, at hans team ville blive kønsbalanceret, multinational og geografisk forskelligartet.

### Vicepræsidenter
Generalforsamlingen valgte de følgende lande som vicepræsidenter for den 76. udgave:
De fem permanente medlemmer af sikkerhedsrådet:
- Kina
- Frankrig
- Rusland
- United Kingdom of Great Britain and Northern Ireland
- United States of America

Såvel som de følgende lande:
- Bangladesh
- Belgien
- Côte d’Ivoire
- Dominikanske Republik
- Egypten
- Ækvatorialguinea

- Finland
- Kuwait
- Lao People's Democratic Republic
- Mozambique
- Filippinerne
- Sierra Leone

- Slovenien
- United Republic of Tanzania
- Ubesat, Latin Amerika og Caribiske Gruppe
- Ubesat, Latin Amerika og Caribiske Gruppe